# منتخب سلوفاكيا لهوكي الجليد
منتخب سلوفاكيا الوطني لهوكي الجليد هو منتخب وطني يمثل سلوفاكيا في منافسات هوكي الجليد الدولية، يعتبر من أقوى منتخبات هوكي الجليد في العالم، بدأ منافساته في سنة 1993، نافس في بطولة العالم لهوكي الجليد 24 مرة وفاز بالبطولة في سنة 2002، نافس في الألعاب الأولمبية الشتوية 6 مرات وفاز بالمركز الرابع في دورة 2010 في فانكوفر في كندا، يحتل حالياً التصنيف العاشر على العالم.